# Обнажённая (фильм)
«Обнажённая» (англ. Naked) — кинофильм режиссёра Майка Ли, вышедший на экраны в 1993 году. Фильм получил два приза Каннского кинофестиваля, ряд других наград и номинаций.

## В ролях
- Дэвид Тьюлис — Джонни
- Лесли Шарп — Луиза Клэнси
- Кэтрин Картлидж — Софи
- Грег Краттвелл — Джереми Смарт
- Клэр Скиннер — Сандра
- Питер Уайт — Брайан
- Юэн Бремнер — Арчи
- Сьюзан Видлер — Мэгги
- Дебора Макларен — женщина в окне
- Джина Макки — девушка из кафе
- Элизабет Беррингтон — Жизель

## Награды и номинации
- 1993 — два приза Каннского кинофестиваля: лучший режиссёр (Майк Ли) и лучший актёр (Дэвид Тьюлис)
- 1993 — номинация на приз «Золотая пальмовая ветвь» Каннского кинофестиваля
- 1993 — приз за лучший международный фильм на кинофестивале в Садбери (Sudbury Cinéfest)
- 1993 — приз Metro Media Award кинофестиваля в Торонто (Майк Ли)
- 1994 — номинация на премию имени Александра Корды за лучший британский фильм (Саймон Ченнинг Уильямс, Майк Ли)
- 1994 — номинация на премию «Независимый дух» за лучший зарубежный фильм (Майк Ли)
- 1994 — премия Национального общества кинокритиков США (NSFC Award) лучшему актёру (Дэвид Тьюлис)